# 中國佛教建築
中國佛教建築指的是佛教傳入中國後在中國與佛教有關的建築。最早記載的佛教傳入漢地的時間是汉代，朝廷命建白馬寺供僧安居。寺原是朝廷的政事管理機構，共有九個，稱爲九寺；佛教傳入後，漸漸將“寺”作為了佛寺的代名詞，也稱寺院。中國傳統上將供奉佛菩薩、神祇、先祖的宗教場所均稱為寺廟，甚至有的方言中還有“廟子”的稱謂，實際上佛寺不應該稱寺廟，因為寺專用於佛寺，而廟的本意是供奉祖宗先賢，如祖廟、太廟、孔廟，這些廟宇也不該稱爲“寺”。漢傳寺院一般有山門（有的供有哼哈二將）、天王殿、彌勒殿（供奉據傳爲彌勒菩薩化身的布袋和尚的造像）、大雄寶殿（主要供奉釋迦牟尼佛，爲漢地佛寺的主殿），有些建有地藏殿（供奉地藏菩薩且安放亡人骨灰）、觀音殿（供奉觀音菩薩）、藥師佛殿（供奉藥師佛）、後殿（供釋迦牟尼佛）、舍利塔、藏經閣、講堂、鐘樓和鼓樓等。
在中國雲南南部地區（北泰傣族、阿昌族、德昂族等聚居地），上座部佛教的佛寺也被稱為奘房、缅寺。

## 格局樣式

### 山門
山門名稱由來有多種說法；包含無稽之談，穿鑿附會：
第一種說法認為山門之名是因三武之禍而形成的，是北魏太武帝、北周武帝還有唐武宗都實施過滅佛。因和尚都要剃度，他們認為「身體髮膚，受之父母」；另外，由於佛教是從印度傳進中國，並非中國的原始宗教，所以他們覺得「非我族類其心必異」。和尚聽到皇上要滅了他們，於是紛紛逃往山上，待風波平息後，和尚們便在山腰或山腳下建立一座山門，藉此引領香客們使他們知道山上有座廟，可以讓他們去供奉。
第二種說法認為寺院多築於山林之間，因此稱「山門」。
第三種說法認為正確名稱應是「三門」，「三門」可指信心門、智慧門、慈悲門，或意含智慧、慈悲、方便三解脫門之義，或為貪、瞋、痴三煩解脱境界之門，或聲聞、緣覺、菩薩三乘通之門；「三」亦可指信、解、行三者。

### 放生池
《大智度论》记载：“建德六年（577年），齐地佛门遭劫。闻率僧众四十余循海路奔建康。辄遇大风波，楫折船沉。忽现巨龟，负众僧出水，须臾抵健康。闻口称南无阿弥陀佛。龟对曰：师父曾记否，吾乃海曲放生池之老龟也。闻恍然大悟。奏闻宣帝，帝大悦，敕建报恩寺，香火祀之。”
放生池最早的建立者是天台宗的建立者智顗。759年，唐肃宗下令所有佛寺建立放生池。《多宝名经》记载当时81所佛寺在皇帝的命令下建立了放生池。

### 天王殿
天王殿通常都是位列山门殿或者山门之后，是中国汉传佛教的第一重殿堂。天王殿前后都有门，因此天王殿就成了过殿，信徒常常从前门进入，后门走出来。天王殿前面供奉弥勒佛，弥勒佛后门是韦驮天，四周是四大天王。
天王殿主要供奉四大天王、弥勒佛和韦驮天。
佛教中，弥勒佛是释迦摩尼的接任者，是未来佛，早起形象是头戴宝冠，身披璎珞，手结佛印，相貌俊朗。五代十国时期的后梁，浙江奉化有名僧人叫“契此”，体态丰腴，大肚子，肩挑布袋，经常嬉笑着在街市上行乞，人称“布袋和尚”，他圆寂时留下一首佛偈“弥勒真弥勒，分身千百亿，时时示世人，世人自不识。”后来人们逐渐把弥勒佛塑造成肥头大耳、咧嘴大笑、坦胸露乳、盘腿而坐的胖和尚形象。
韦驮天是佛寺的守护神，在中国汉传佛教寺院，他已经演变成武将形象，身披铠甲，手持金刚杵，英俊威武。
四大天王分别是东方持国天王，居须弥山，穿白衣，手持琵琶；南方增长天王，居须弥山琉璃宫，穿青衣，手持宝剑；西方广目天王，居须弥山向银宫，穿红衣，手上握着一条蛇或者一条龙；北方多闻天王，居须弥山水晶宫，穿绿衣，右手持宝伞，左手持银鼠。《长阿含经》曰：“东方天王为护佛菩提人；南方天王为护阎浮提人；西方天王为瞿耶尼人；北方天王为护国单越人。”

### 彌勒殿
彌勒殿主祀彌勒佛。

### 大雄寶殿
在佛教中，以大雄作為釋迦牟尼的稱號之一，因為佛陀具備十力，降伏四魔，無有畏懼，故稱大雄。在《妙法蓮華經》中，也以大雄的稱號，來稱呼釋迦牟尼。寺院中，供奉釋迦牟尼的主殿，因此也被稱為大雄寶殿。

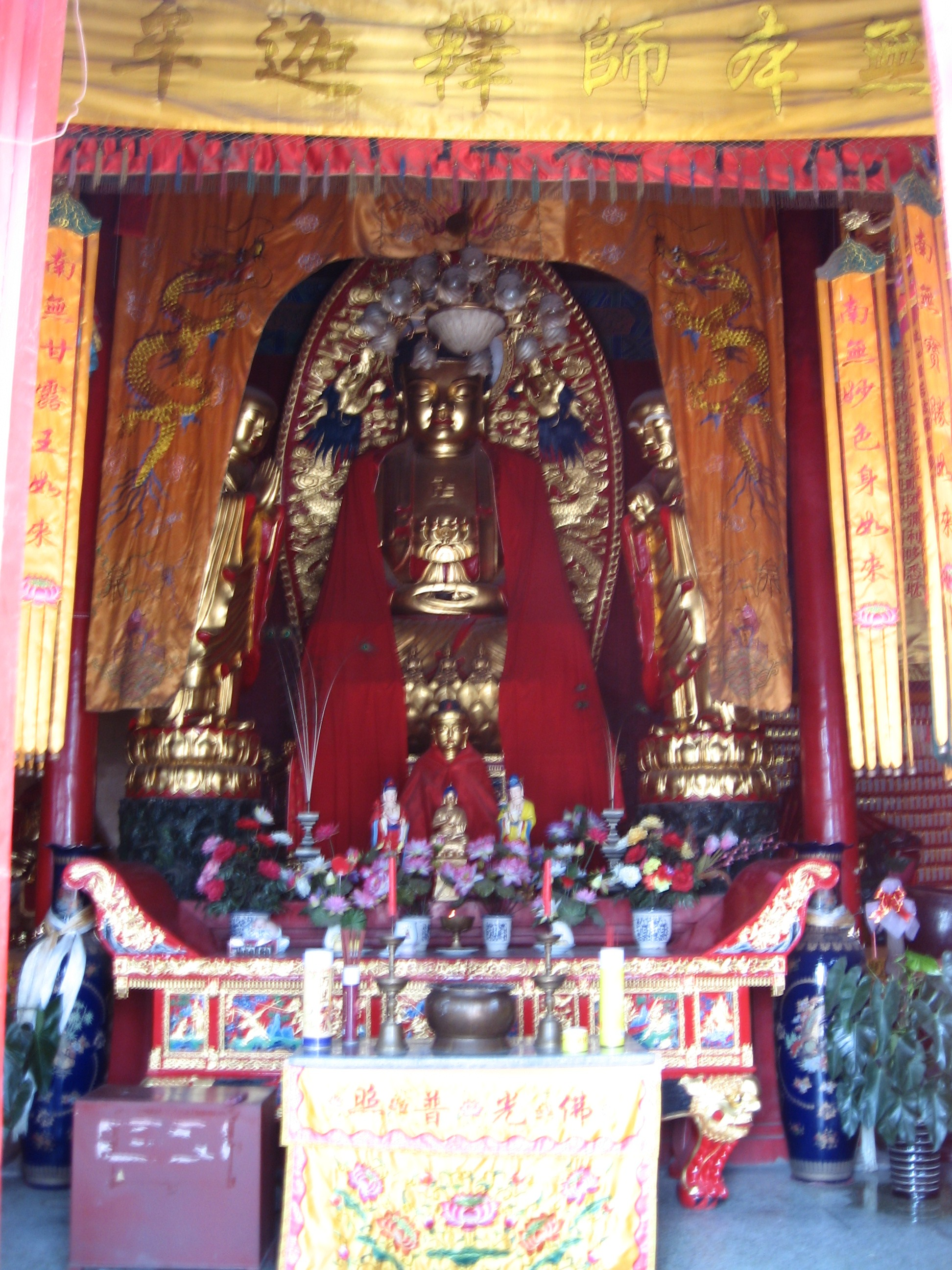
临济寺大雄宝殿内佛像

大雄寶殿主要供奉釋迦牟尼，其姿态主要分为两种：一种为结跏趺坐，左手横置于左足，为“定印”，释义“禅定”，右手则自然下垂，名“触地印”；另一种为结跏趺坐，右手向上屈指作环形，为“说法印”，表示佛陀说法姿势。
大雄寶殿有時也會供奉華嚴三聖（釋迦、文殊、普賢）、娑婆三聖（釋迦、觀音、地藏）或三寶佛（中央釋迦、西方彌陀、東方藥師或者阿閦）不等，視乎佛寺的宗派和宗教觀而定。有時佛像旁會兼奉尊者，比如阿難、迦葉、舍利弗、目犍連或十八羅漢不等。

### 法堂
法堂的建筑形式和其他佛殿类似，但是室内更加宽敞明亮。法堂内中部靠后一般建有高台，台中放置一张座椅和讲桌，桌上放着佛像，台后放置一张屏风或者挂着一幅狮子图，因为佛教讲经说法又称“狮子吼”。台两侧布置听讲席位，钟鼓，以便高僧大德讲经说法时鸣响。法座两侧布置听讲席位，以便僧侣和俗家信徒聆听讲座。

### 祖師殿
在禅宗寺院中，祖师殿中间供奉达摩祖师，左边是六祖慧能，右边是百丈怀海。达摩祖师从古印度把佛教传播到中国，后人追认他是禅宗的初祖。六祖慧能是中国禅宗的实际建立者，他之后的禅宗改变了中国佛教面貌，对中国传统文化影像极其深远。百丈怀海是六祖慧能的三传弟子，他把禅宗运用到生活实践中，同时建立了一整套清规戒律，对禅宗的稳定做出了巨大贡献。

### 伽藍殿
在中国的汉传佛教中，伽蓝殿主要供奉三国时期蜀国大将关羽。传说，隋朝天台宗建立者智顗在今湖北省玉泉山时，夜晚遇到一个怪物，有位生有长髯的大神现身和他交谈，自称汉将军关羽，智顗给他讲经说法，他皈依佛教，誓愿作佛教的护法。把关羽列入佛教护法神，使得佛教在中国民间更加广泛传播。

### 羅漢堂
罗汉，是“阿罗汉”是简称，意译是“杀贼”、“不生”，即“自觉者”。在大乘佛教中，罗汉地位低于佛、菩萨，位列第三等，而在小乘佛教则是修行所能达到的最高果位。佛教认为，获得罗汉这一果位即断尽一切烦恼，脱离生死轮回。
罗汉堂一般供奉的是十六罗汉、十八罗汉和五百罗汉。
中国汉传佛教寺院建有罗汉堂，有时候称五百罗汉殿、五百罗汉堂、五百罗汉院，叫法不尽相同。一些寺院还举行供养五百罗汉的法会，一年一次。

### 地藏殿
根据佛经记载，“地藏”来自《地藏菩萨本愿经》和《地藏十轮经》。《地藏十轮经》记载：“安忍不动犹如大地，静虑深密犹如秘藏”。地藏菩萨受释迦摩尼的嘱托，在释迦摩尼圆寂之后，弥勒佛到来之前，教化众生，拯救一切苦难，他曾发下宏愿“地狱不空，誓不成佛；众生度尽，方证菩提；我不入地狱，谁入地狱”，因此地藏菩萨号称“愿力第一”。
地藏菩萨一般是出家比丘形象，身披袈裟，光头或者戴着毗卢帽，结跏跌坐，左手持锡杖，代表爱护众生，戒修精严，右手持如意宝珠，代表满足众生愿望。有的寺院地藏菩萨是立像，两旁分别立着一比丘和一长者，比丘是道明，长者是悯公。一些规模较大的寺院，地藏殿里两侧还有幽冥地府十位阎罗王的像。

### 觀音殿
观世音，又译作“光世音”、“观世自在”、“观自在”等，是阿弥陀佛的左协侍，西方三圣之一，以“大慈大悲”的品德著名。根据佛经记载，遇难者只要念诵其名号，菩萨即时观其音声，前往拯救其解脱。
观世音菩萨的化身很多，中国各地佛寺供奉各不相同，常见的有圣观音、自在观音、千手观音。
- 圣观音，形象是结跏跌坐，手持莲花或者玉净瓶，身上有璎珞项钏等装饰，头戴宝冠，冠上有阿弥陀佛坐像，这一形象是观世音菩萨的主要标志。[20]

- 自在观音，观世音菩萨一腿盘膝而坐，一腿下垂，旁边有一个盛满甘露的玉净瓶，瓶中有柳枝，象征观世音菩萨以大悲甘露遍洒人间，身旁有一童男和童女，男童是善财童子，女童是龙女。[20]

- 千手观音，又名“千手千眼观音”，身体两侧伸出千条手臂，一般以42根手臂象征千手，各手掌中一只眼睛，除中央两手合掌外，其他手臂分别持有金刚杵、宝剑、宝印等法器，千手表示遍护众生，千眼表示遍观世间。[21]

### 藥師殿
在藥師佛殿是祀奉藥師佛。
藥師佛雕像坐在蓮花基座的中央，通常舉止莊重，體態莊重，身體藍黑。他大耳朵貼在肩膀上，穿著佛陀的衣服，露出胸部和右臂。在藥師佛的左邊是日光菩薩，手裡拿著一個太陽輪，代表著光線；右邊是月光菩薩，與月亮在他的手輪，代表涼意。他們被稱為“ 藥師三尊”或“東方三聖”。許多中國人認為，奉行齋教者能夠治愈一切疾病，減輕各種疾病和痛苦，抵禦不幸和延年益壽，因此自古以來，各行各業的人們都崇拜齋教者。

### 後殿
供奉釋迦牟尼佛。

### 藏經閣
藏经阁主要收藏《大藏经》，古时候称作“一切经”，共有4000多种，内容包括经、律、论三部分。经是佛陀指导弟子修行所说的理论，律是佛陀为佛教徒制定的日常生活的规则，论是佛教徒阐明经理的著述。
藏经阁內常供奉南朝梁傅大士及其二子普建、普成像，他发明了“轮藏”，即立有中柱、共八面、可轉動之經書架，並認為具信心者轉動輪藏功德與誦經相同。此外藏经阁一般还供奉释迦牟尼及二位胁侍菩萨像，日本的藏经阁則还供奉日本天台宗建立者最澄大师像。
藏经阁一般在整个寺院中轴线最后端、地势最高的地方，常有两层，顶层叫“千佛阁”。

## 註解
1. ↑  傅大士又稱「善慧大士」，二童子則俗稱「笑佛」[24]